# Louis Goudard
Pour les articles homonymes, voir Goudard.
Louis Goudard, né le 17 février 1920 dans le Condominium des Nouvelles-Hébrides et mort le 6 septembre 2005 à Heyrieux, est un résistant français.
Emprisonné avec les sept fusillés du cimetière de Rillieux en juin 1944, il fut un témoin-clé de l'accusation, lors du procès Touvier.

### Filmographie
- Le documentaire Milice, film noir dans lequel il témoigne.